# Добрынин, Прокопий Иванович
Прокопий Иванович Добры́нин (28 февраля 1909, Якутск, Российская империя — 9 октября 1966, Москва, РСФСР, СССР) — советский скульптор, Заслуженный деятель искусства Якутской АССР (1947 г.), Заслуженный деятель искусств РСФСР (1957 г.).

## Биография
Родился 28 февраля (13 марта) 1909 года в Якутске в многодетной семье рабочего.
Талант Прокопия впервые был замечен его первым учителем рисования И. Охлопковым.
В 1926 году успешно окончил школу второй ступени.
В 1932 году закончил художественно-технический институт. В 1936 году — Институт живописи, скульптуры и архитектуры Всероссийской Академии художеств в Санкт-Петербурге.
На заказ руководства Якутии по моделям Добрынина было пущено на конвейер множество образцов керамической посуды с якутским национальным орнаментом.
Участвовал во Второй мировой войне, старший лейтенант, командир роты 257 осбр, получил ордена «Красной Звезды» и «Отечественной Войны II ст.», а также боевые медали. После тяжелого ранения в 1944 году вернулся в Москву (уволен в запас в 1946 г.), где продолжил свою творческую деятельность. Умер там же 9 октября 1966 года.

## Работы
- «Портрет народного художника Якутии П. П. Романова», 1947
- «Туйаарыма Куо», 1955, фарфор
- «Олонхосут», 1955, майолика
- «Якутка с песцом», 1955, майолика
- «Портрет Л. М. Габышева», 1955, бронза
- «Навеки вместе», 1957, фарфор
- «Портрет народной артистки России А. И. Егоровой», 1960, мрамор
- «Пой, шаман, солнцу!», 1961, майолика
- «Портрет певицы Анегины Ильиной», 1961, бисквит
- «Якут-охотник», 1963, мрамор;
- фонтан «Каменный цветок» (1952—1954)
- фонтан «Золотой колос» (1951—1953; архитектор К. Т. Топуридзе)
- «Иван-царевич», 1947
- «Ненаписанная сказка», 1956
- «Чурумчуку», 1957
- «Конёк-горбунок», 1961
- Композиция «Полевой Цветок с женихом Бэргэном» (1959)